# Maisons typiques de Santana
Les maisons de Colmo ou maisons typiques de Santana (en portugais : Casas típicas de Santana) sont le plus souvent situées entre la commune de Santana et la commune de São Vicente. Ces maisons triangulaires qui présentent un  type d'architecture vernaculaire, font partie des lieux les plus visités sur l'île de Madère. Elles sont connues au Portugal comme les « casinhas de Santana » (en français : les petites maisons de Santana). 
À l'origine, ces maisons se composaient d'un rez-de-chaussée, celui-ci était généralement une zone habitable divisée en deux pièces. Le grenier servait généralement pour conserver les produits agricoles. Le chaume des toits doit être retiré et remplacé tous les quatre ans. Ce type d’habitat était souvent sujet aux incendies car la cuisine était souvent faite au feu de bois.

## Histoire
Les maisons étaient faites de bois et de chaume, les pierres étant rares dans la région. Le climat donnant un hiver froid, le bois et le toit en chaume permettaient d'adapter les maisons aux saisons de l'année, fraîches en été et chaudes en hiver. Les façades étaient  soit de pierre ou de bois, et celles en bois avaient été conçues pour permettre de déplacer la maison plus facilement.
Entre 2002 et 2017, la municipalité de Santana a enregistré la disparition de plus de 100 maisons typiques. La municipalité de Santana a déjà acquis plusieurs maisons afin d'éviter leur disparition dans certains quartiers. L'actuel régime juridique en matière d'urbanisme rend impossible la licence de construction de maisons d'habitation typiques, pour des questions de normes. 
Depuis 2010, la municipalité de Santana s'est fixé comme objectif de conserver les maisons typiques afin de préserver la tradition locale. En 2013, la municipalité a financé la restauration de huit maisons à toit de chaume afin de conserver ce patrimoine.

## Localisation principale
Les maisons typiques sont généralement situées sur les territoires des communes de Santana et de São Vicente.
Dans le cadre de sauvegarde et du tourisme, la paroisse civile de Santana accueille, près de sa mairie, un ensemble de maisons traditionnelles. Cet endroit est une zone de conservation qui dispose de plusieurs maisons typiques de la région. Elles hébergent des petites boutiques de produits locaux et de l'artisanat.

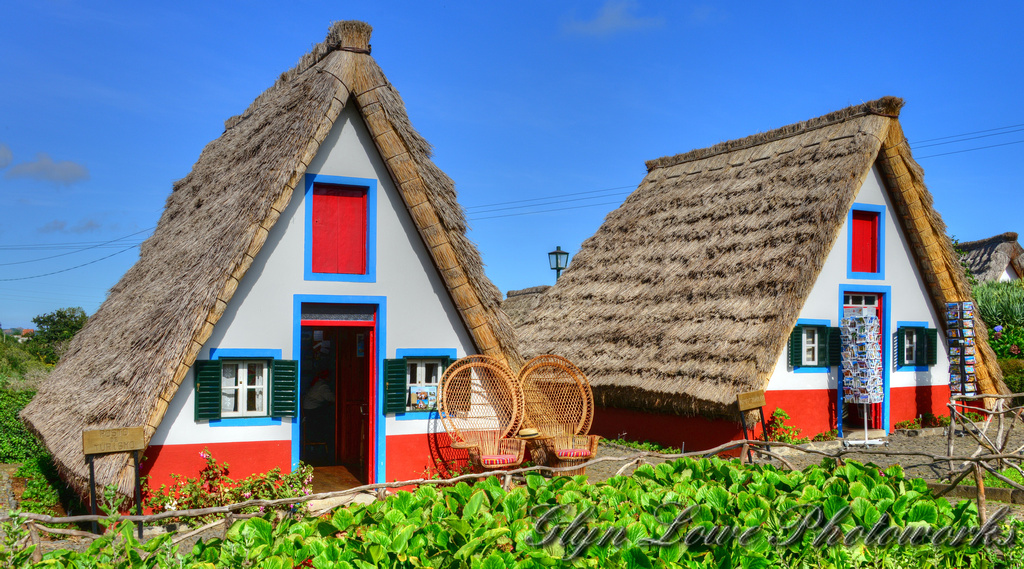
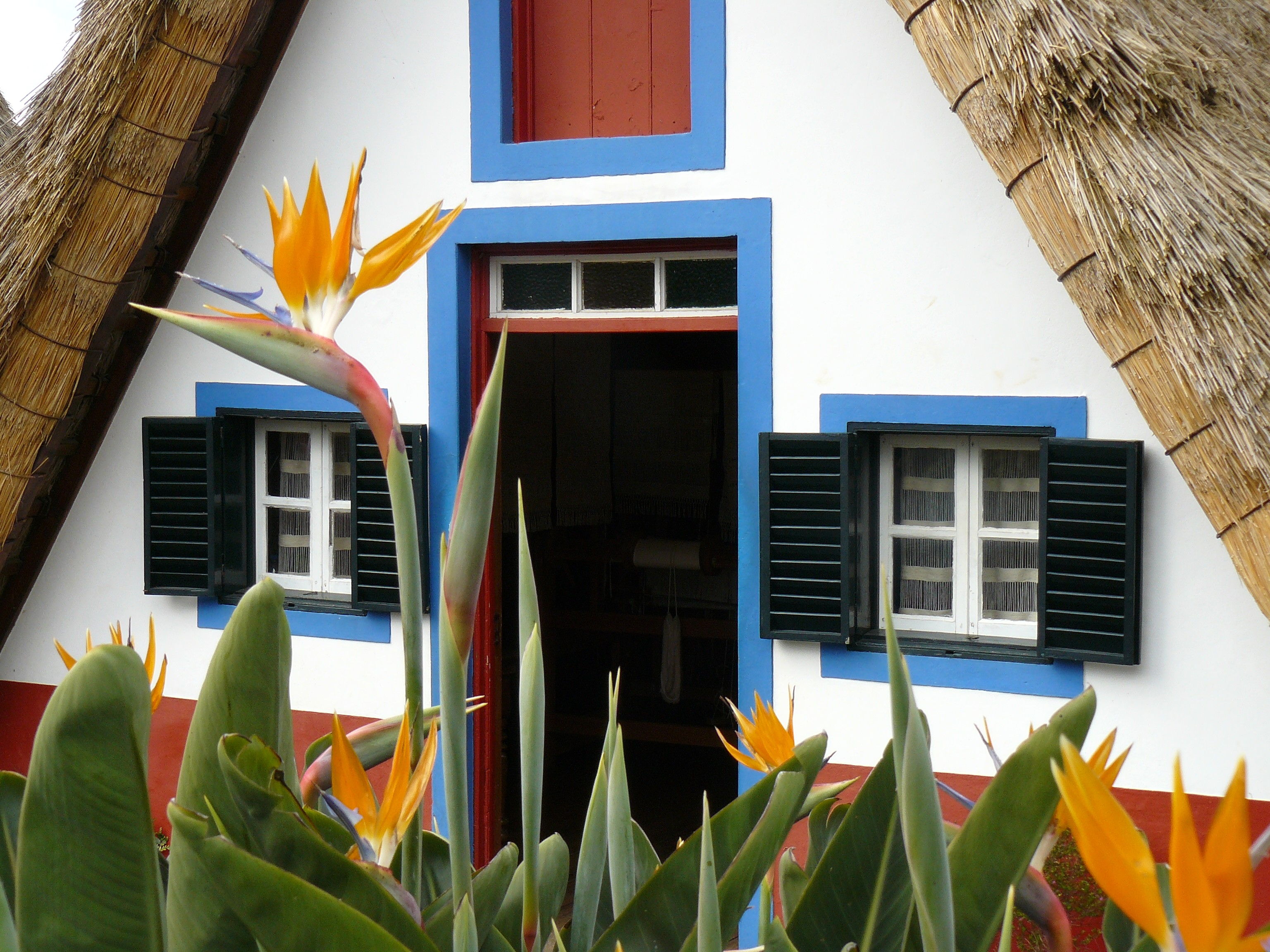
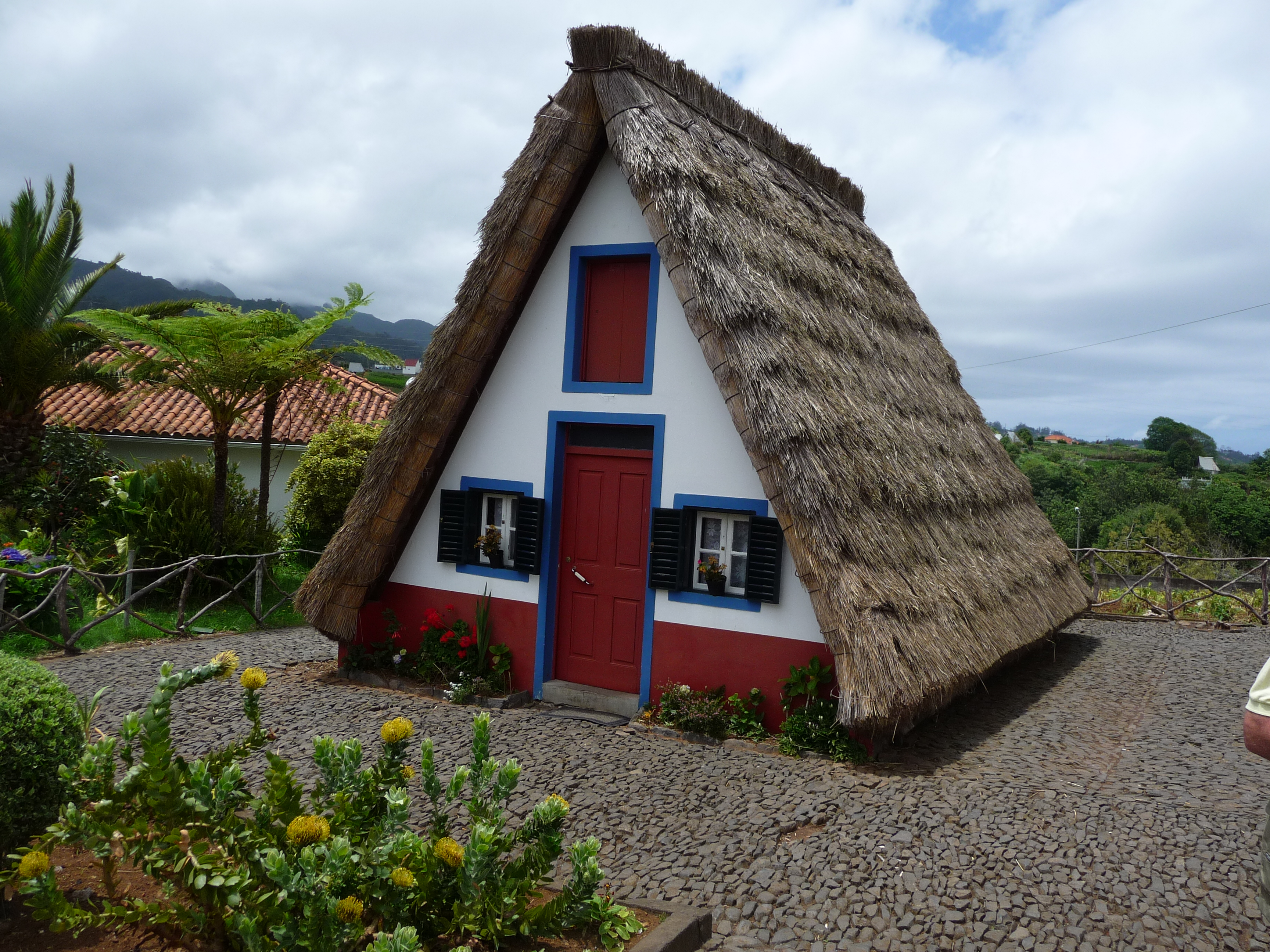
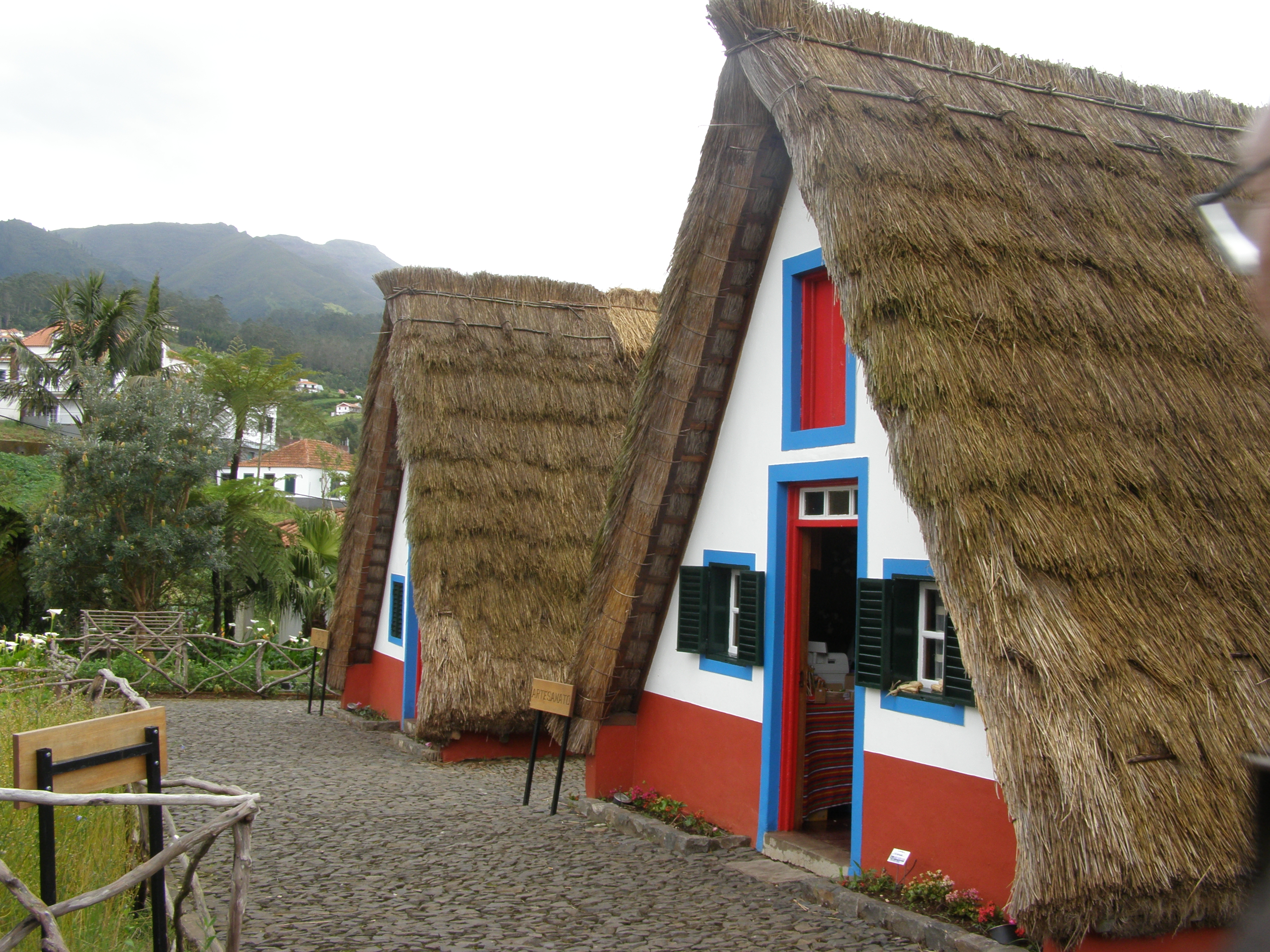
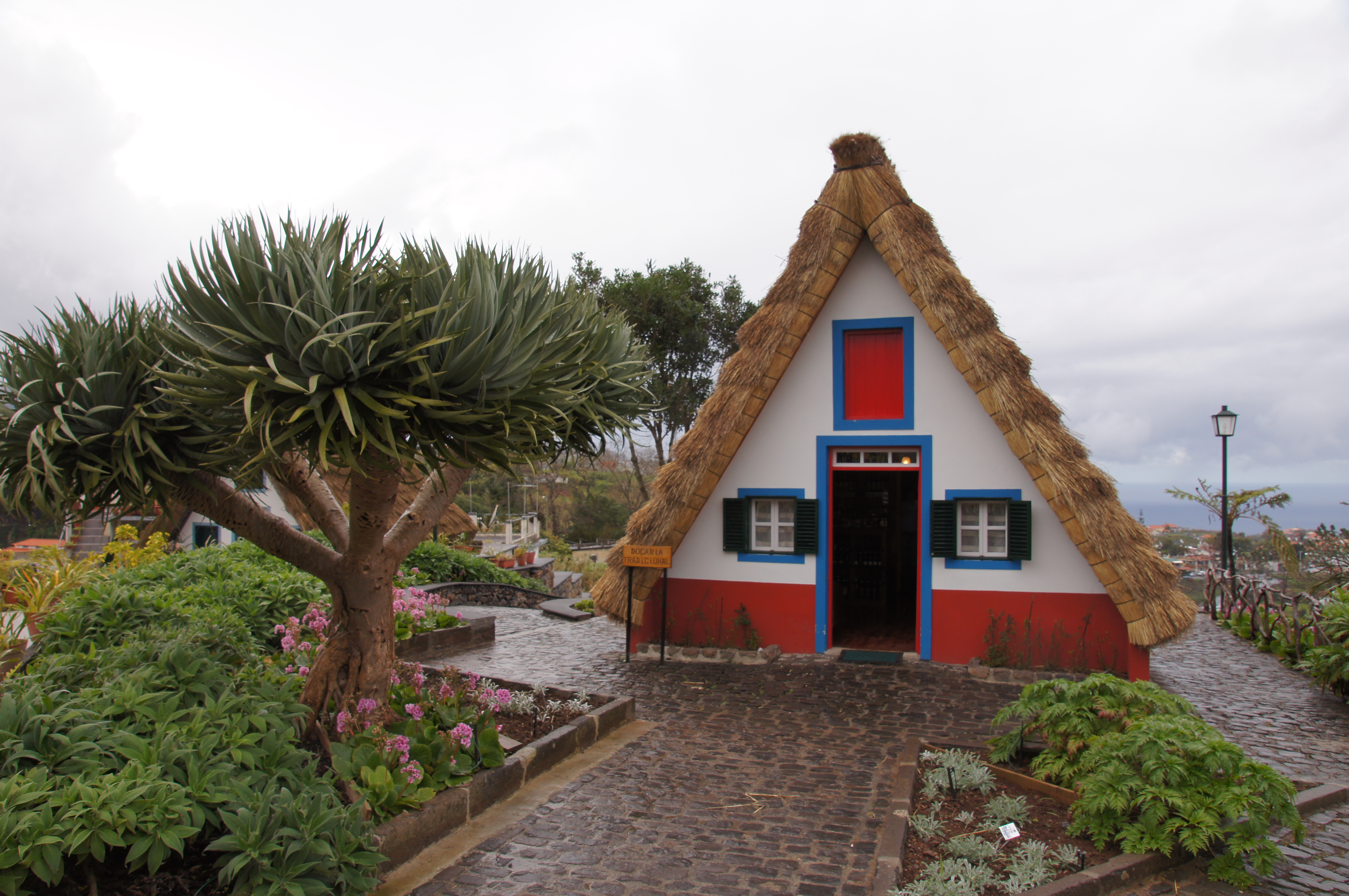
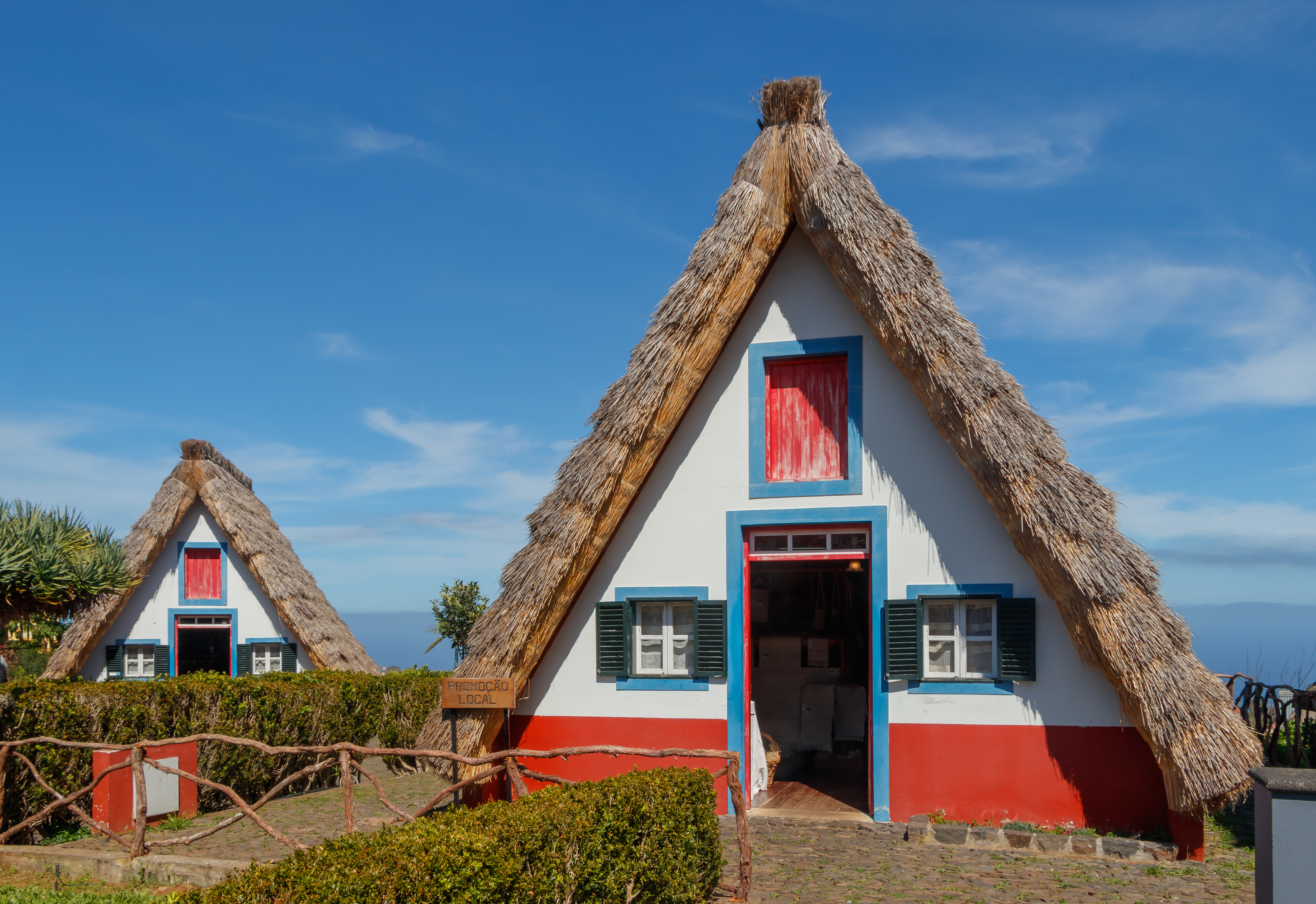

## Architecture

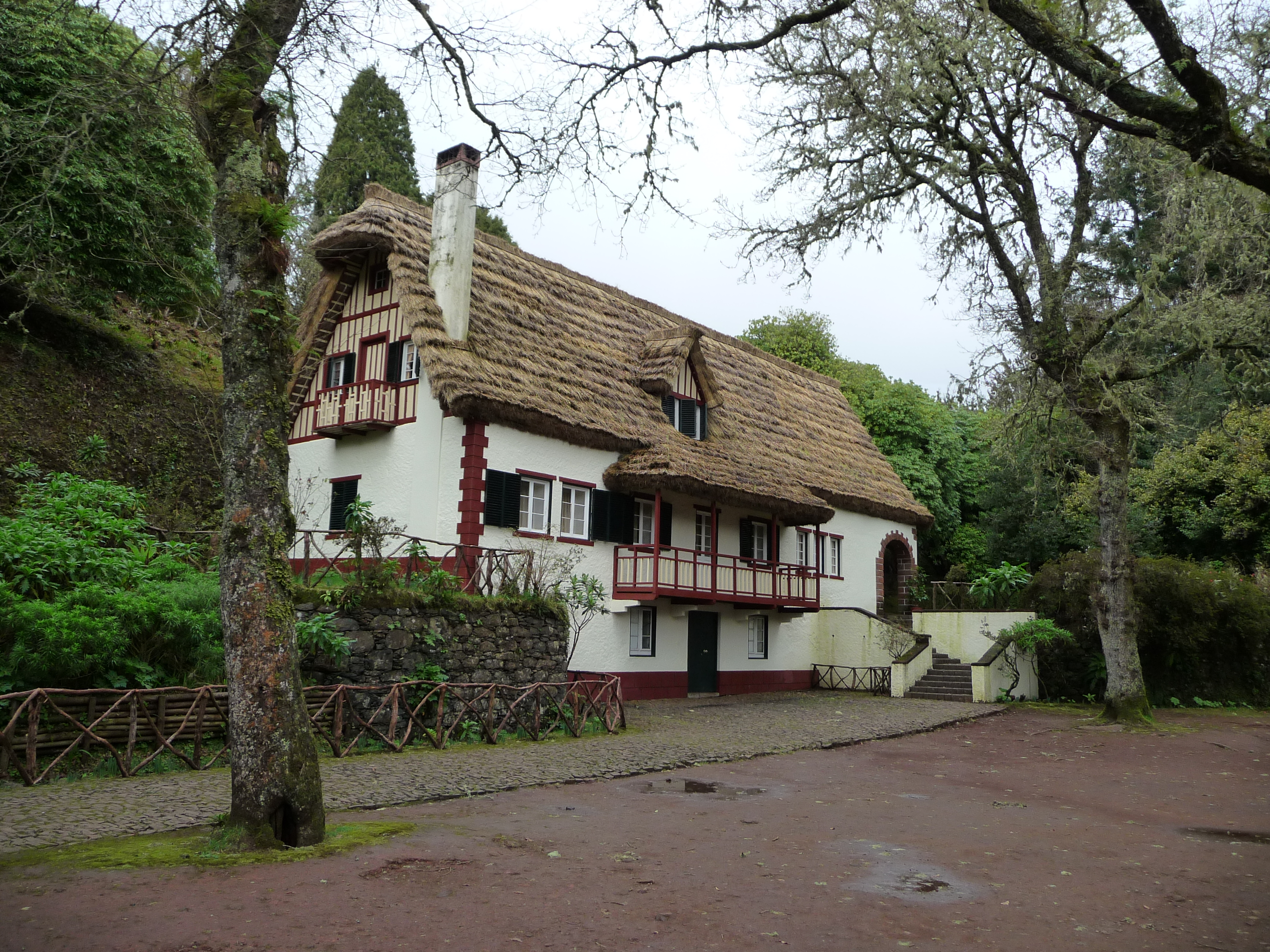
Casa das Queimadas, en 2009.

Ces maisons sont composées d'un grenier, d'un rez-de-chaussée et sous certaines d'elles, il y a également une cave. Le grenier servait principalement à conserver des produits agricoles, le rez-de-chaussée était généralement une pièce à vivre, divisée en deux. La cave pouvait, selon la hauteur, servir de pièce de rangement ou de chambre.
Actuellement, à Santana, le type de construction le plus courant est le pignon en façade car il est plus facile à l'entretien. Il y avait d'autres formes de constructions, rectangulaires, avec deux pignons ou encore plus grandes. Il y a un modèle, mais en ce qui concerne la dimension, chaque propriétaire construirait sa maison de Colmo en fonction de ses besoins et de son terrain.
De cette manière, les dimensions ci-dessous sont une moyenne :
- Largeur : 4,64 mètres
- Longueur : 7 mètres
- Angle : 60º
- Hauteur : 4,4 mètres

## Annexes

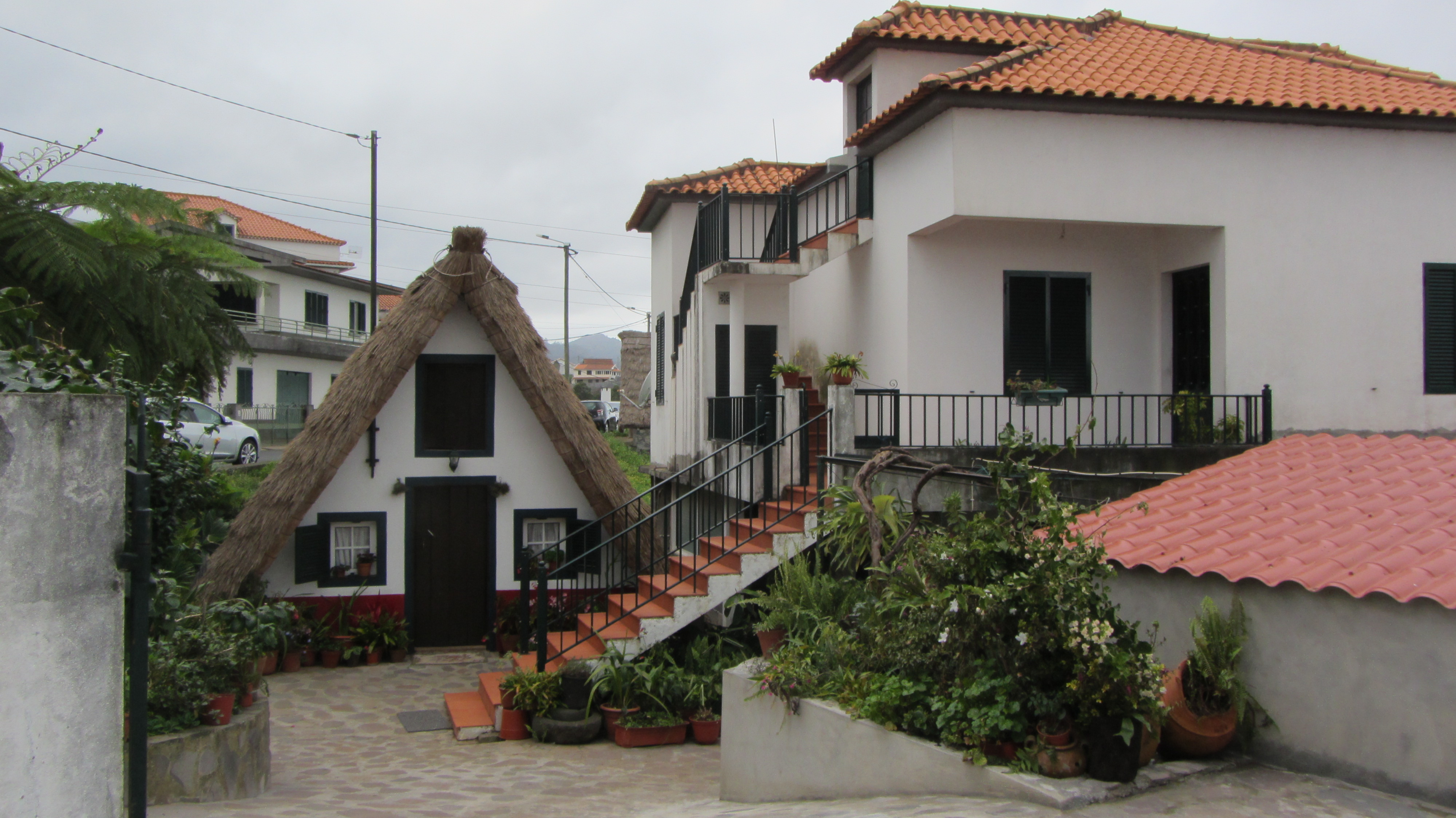
Maison typique dans un milieu urbain (2012).